# Synagogenbezirk (Preußen)
Die Synagogenbezirke in Preußen wurden nach dem Preußischen Judengesetz von 1847 geschaffen.

Im Paragraph 36 des Gesetzes, der nicht für das Großherzogtum Posen galt, heißt es: 

„Die Bildung der Synagogenbezirke erfolgt durch die Regierungen nach Anhörung der Betheiligten. Die Regierungen sind ermächtigt, die in dieser Weise gebildeten Synagogenbezirke nach dem Bedürfnisse abzuändern und die hieraus bezüglichen Verhältnisse, unter Zuziehung der Betheiligten, einschließlich der etwa vorhandenen Gläubiger, zu ordnen.“

## Synagogenbezirke (unvollständig)
- Synagogenbezirk Aachen
- Synagogenbezirk Ahaus
- Synagogenbezirk Ahrweiler
- Synagogenbezirk Allenstein
- Synagogenbezirk Altenkirchen
- Synagogenbezirk Andernach
- Synagogenbezirk Arnsberg
- Synagogenbezirk Aßlar
- Synagogenbezirk Barenburg
- Synagogenbezirk Beelitz
- Synagogenbezirk Berlin
- Synagogenbezirk Bernstadt
- Synagogenbezirk Bigge (seit 1905)
- Synagogenbezirk Bocholt
- Synagogenbezirk Bochum
- Synagogenbezirk Borken
- Synagogenbezirk Brakel
- Synagogenbezirk Brilon
- Synagogenbezirk Bünde
- Synagogenbezirk Bunzlau
- Synagogenbezirk Burgsteinfurt
- Synagogenbezirk Cochem
- Synagogenbezirk Cottbus
- Synagogenbezirk Diepholz (1843 eingerichtet, ab 1866 in Preußen)
- Synagogenbezirk Dorsten
- Synagogenbezirk Drensteinfurt
- Synagogenbezirk Düren
- Synagogenbezirk Düsseldorf
- Synagogenbezirk Duisburg
- Synagogenbezirk Eberswalde
- Synagogenbezirk Eisleben
- Synagogenbezirk Eltville
- Synagogenbezirk Erfurt
- Synagogenbezirk Erwitte
- Synagogenbezirk Essen
- Synagogenbezirk Geilenkirchen
- Synagogenbezirk Geseke
- Synagogenbezirk Gladbach
- Synagogenbezirk Glatz
- Synagogenbezirk Greiffenberg
- Synagogenbezirk Grevenbroich
- Synagogenbezirk Groß Munzel
- Synagogenbezirk Groß Neuendorf
- Synagogenbezirk Groß Wartenberg
- Synagogenbezirk Gütersloh
- Synagogenbezirk Hagen
- Synagogenbezirk Halle
- Synagogenbezirk Hamm
- Synagogenbezirk Hattingen
- Synagogenbezirk Hirschberg (Schlesien)
- Synagogenbezirk Hörde
- Synagogenbezirk Hohenlimburg
- Synagogenbezirk Hohensolms
- Synagogenbezirk Holzminden (ab 1. November 1941 zu Preußen)
- Synagogenbezirk Hovestadt
- Synagogenbezirk Illingen (Saar)
- Synagogenbezirk Jüchen
- Synagogenbezirk Jülich
- Synagogenbezirk Kattowitz
- Synagogenbezirk Kempen
- Synagogenbezirk Königsfeld
- Synagogenbezirk Lenhausen
- Synagogenbezirk Lichtenau
- Synagogenbezirk Liegnitz
- Synagogenbezirk Lippstadt
- Synagogenbezirk Lüdinghausen
- Synagogenbezirk Mayen (seit 1868)
- Synagogenbezirk Meinerzhagen
- Synagogenbezirk Menden
- Synagogenbezirk Meschede
- Synagogenbezirk Moers
- Synagogenbezirk Münster
- Synagogenbezirk Namslau
- Synagogenbezirk Neuenkirchen (heute zu Rietberg)
- Synagogenbezirk Neuss
- Synagogenbezirk Neuwied
- Synagogenbezirk Niedermarsberg
- Synagogenbezirk Oberbieber
- Synagogenbezirk Olfen
- Synagogenbezirk Padberg
- Synagogenbezirk Pasewalk
- Synagogenbezirk Peckelsheim
- Synagogenbezirk Petershagen
- Synagogenbezirk Polnisch Wartenberg
- Synagogenbezirk Rees
- Synagogenbezirk Rheda
- Synagogenbezirk Rheinberg
- Synagogenbezirk Rhens
- Synagogenbezirk Rössing
- Synagogenbezirk Rüdesheim
- Synagogenbezirk Rümmelsheim
- Synagogenbezirk Rüthen-Anröchte
- Synagogenbezirk Ruhrort
- Synagogenbezirk Saarlouis
- Synagogenbezirk Schleiden
- Synagogenbezirk Schwalenberg
- Synagogenbezirk Schwedt
- Synagogenbezirk Schweidnitz
- Synagogenbezirk Seelow
- Synagogenbezirk Sendenhorst
- Synagogenbezirk Sinzig
- Synagogenbezirk Steinfurt-Borghorst
- Synagogenbezirk Steinheim
- Synagogenbezirk Sulingen (ab 1866 in Preußen)
- Synagogenbezirk Templin
- Synagogenbezirk Twistringen (ab 1866 in Preußen)
- Synagogenbezirk Ueckermünde
- Synagogenbezirk Waldenburg
- Synagogenbezirk Warburg
- Synagogenbezirk Wartenburg in Ostpreußen
- Synagogenbezirk Werne
- Synagogenbezirk Wetzlar
- Synagogenbezirk Witten
- Synagogenbezirk Wohlau
- Synagogenbezirk Wriezen
- Synagogenbezirk Zeven (ab 1866 in Preußen)
- Synagogenbezirk Zons